# ناسو (صقلية)
ناصو أو (نقحرة: ناسو) (بالإيطالية: Naso)‏ هي بلدية في مقاطعة مِسينة في صقلية الإيطالية.

## السكان
في سنة 1861 بلغ عدد السكان 6٬699 نسمة، وتطور العدد ليصل في سنة 2011 لـ 4٬015 نسمة.
يظهر هذا المخطط البياني تطور النمو السكاني لـ ناسو (صقلية)

## توأمة
لناصو (صقلية) اتفاقيات توأمة مع:
- كونفيرسانو